# Ultimate Boot CD for Windows

'Ultimate Boot CD for Windows' o 'UBCD4Win' es un CD de recuperación de arranque (Live CD) que contiene software utilizado para reparar, restaurar y diagnosticar varios problemas informáticos. Está basado en BartPE.
Todo el software incluido en el CD son utilidades freeware para Windows. Bart's PE crea una cuenta de Windows "antes de instalar el" CD de entorno, que es básicamente como Windows arranca desde el CD. Con soporte de red, capacidad de modificar los volúmenes NTFS, recuperar archivos borrados, crear nuevos volúmenes NTFS, y escanear los discos duros en busca de virus. Este proyecto incluye casi todo lo necesario para reparar los problemas en el sistema.